# Deutsche Kriegsgräberstätte Tobruk

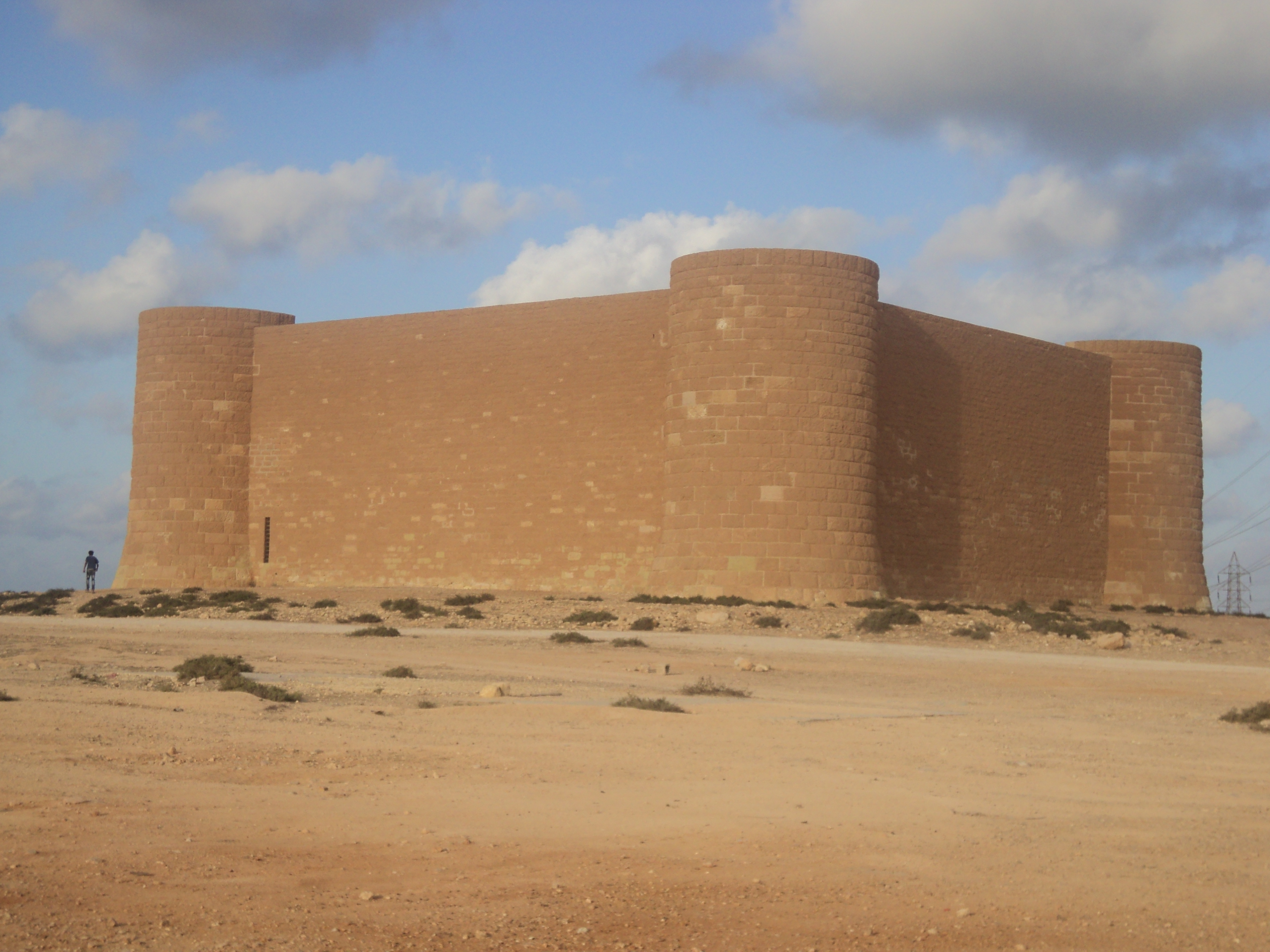
Außenansicht der Kriegsgräberstätte

Die Deutsche Kriegsgräberstätte Tobruk ist eine Kriegsgräberstätte fünf Kilometer südöstlich von Tobruk, Libyen. Die Kriegsgräberstätte wurde am 20. November 1955 eingeweiht. Auf ihr ruhen 6.026 Soldaten, was rund 98 Prozent der in Libyen im Rahmen des Afrikafeldzugs gefallenen deutschen Soldaten entspricht.

## Geschichte und Bauweise

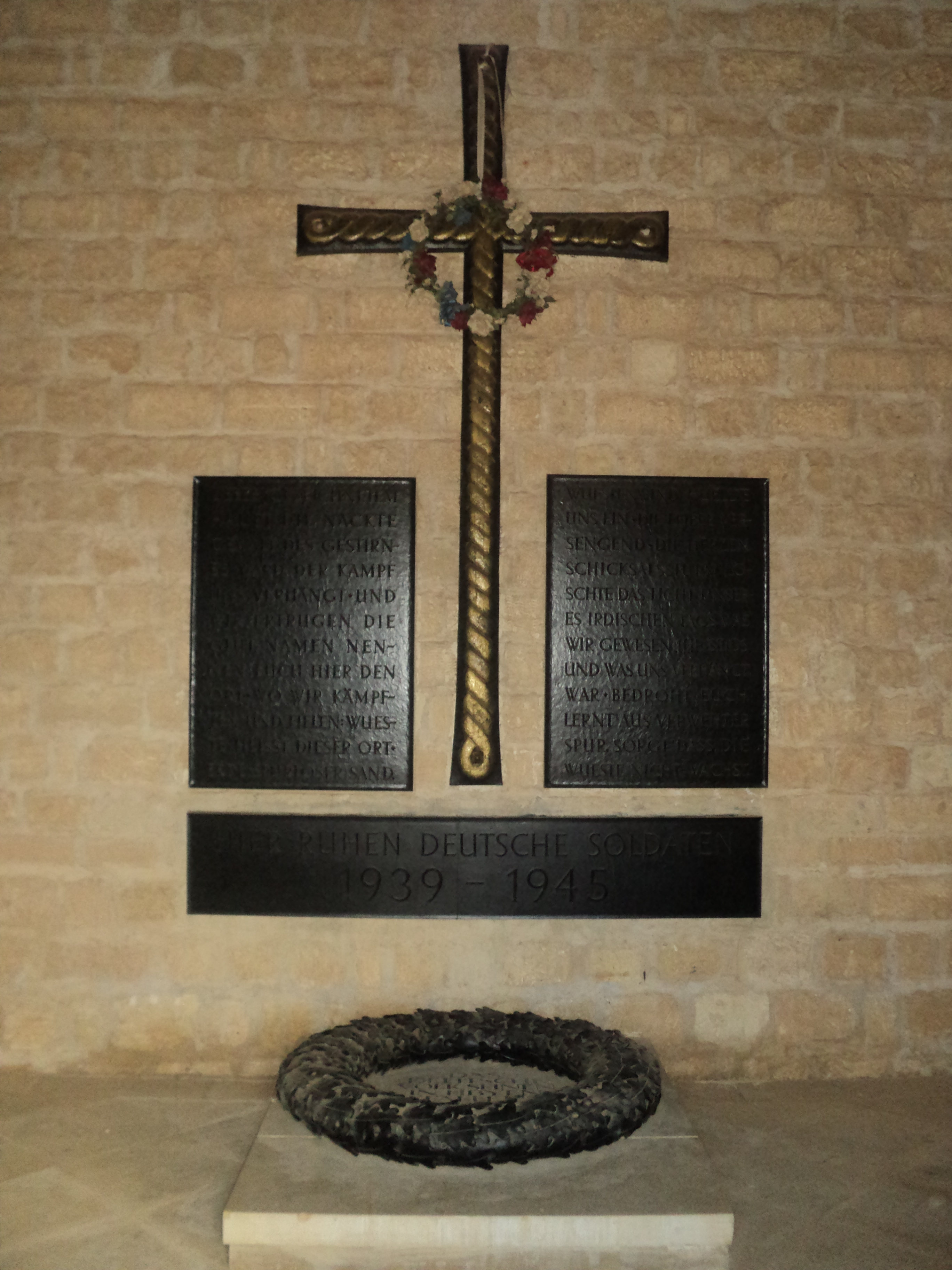
Gedenkraum mit Kreuz

Schon zuvor hatten Suchen und Umbettungsmaßnahmen durch die Alliierten stattgefunden.
Die Umbettungsmaßnahmen fanden von November 1951 bis November 1953 durch Mitarbeiter des Volksbund Deutsche Kriegsgräberfürsorge statt. Hierbei unterstützte die einheimische Bevölkerung, aber auch der libysche Staat durch die kostenlose Zurverfügungstellung zweier Steinbrüche. Die Kriegsgräberstätte wurde schließlich am 20. November 1955 eingeweiht.
Die Bauweise gibt in Formen und Farbe die libysche Landschaft wieder. Das Gebäude hat eine Grundfläche von 40 mal 40 Metern und eine Höhe von zwölf bis 14 Metern. Rundtürme mit einem Durchmesser von sechs Metern flankieren die Ecken. Im Gedenkraum hinter dem Eingang befindet sich ein gusseisernes Kreuz, welches von einer Inschrift gesäumt ist. Vor dem Kreuz liegt eine Platte mit der Inschrift: „Das deutsche Volk seinen in Libyen gefallenen Soldaten und ihrem Feldmarschall Rommel“.
Der Innenhof ist gesäumt von einem dreiseitigen Arkadengang. Auf der vierten Seite befinden sich Nischen mit niedrigerer Tiefe. Hier finden sich auf Diabasplatten neun stilisierte, trauernde deutsche Soldaten, die in Richtung der unterirdischen Gruft in der Mitte des Innenhofes blicken. In der Mitte des Innenhofes befindet sich eine von vier Engeln getragene Feuerschale.

## Liste von hier Begrabenen (Auswahl)
- Eric Borchert (1911–1941)
- Karl Kaschka (1904–1941)
- Heinrich von Prittwitz und Gaffron (1889–1941)
- Heinz von Randow (1890–1942)
- Alfred Wehmeyer (1919–1942)
- Hans-Joachim Marseille (1919–1942)